# Baikalrobbe

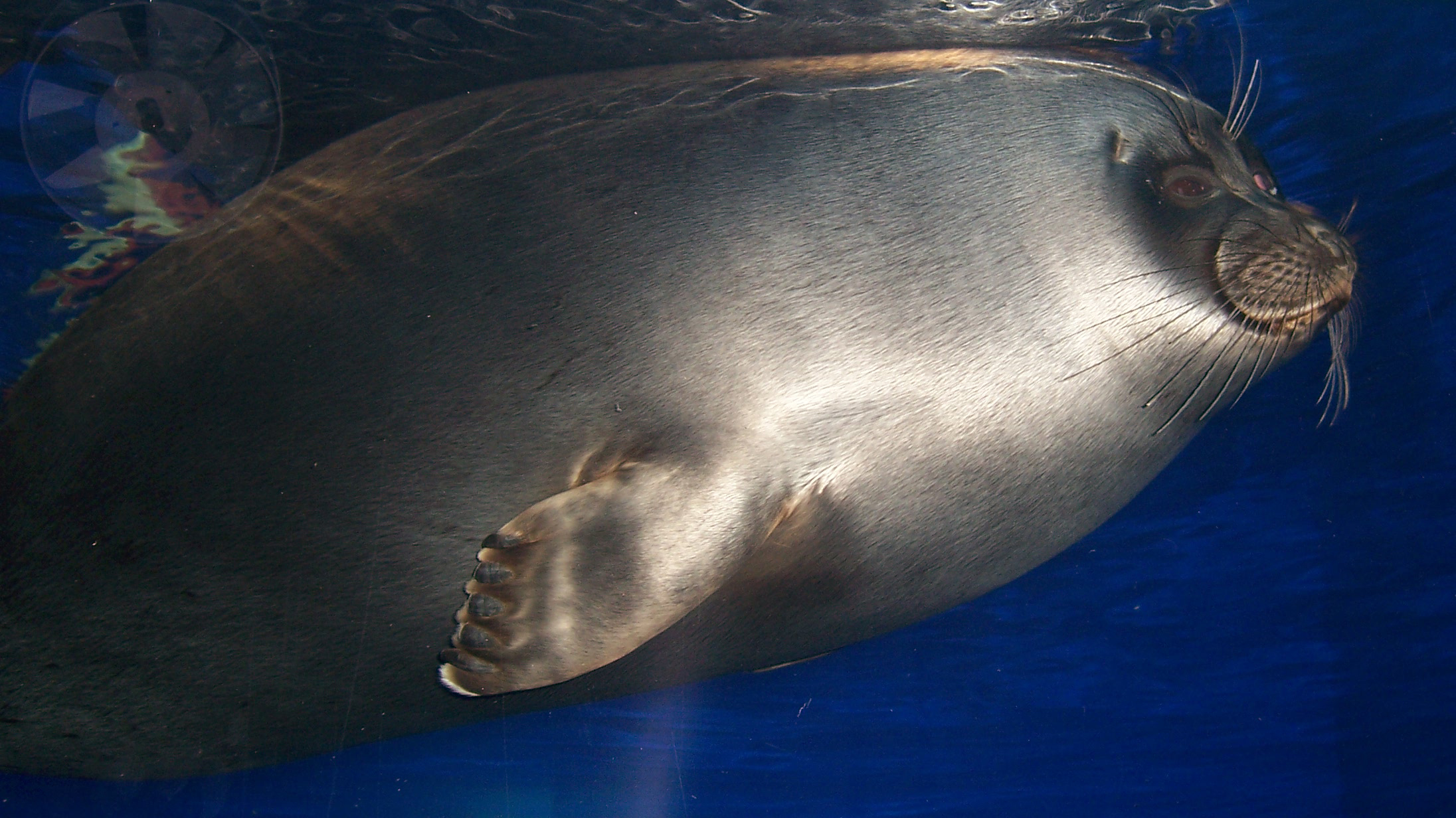
Baikalrobbe im Baikal-Museum in Listwjanka

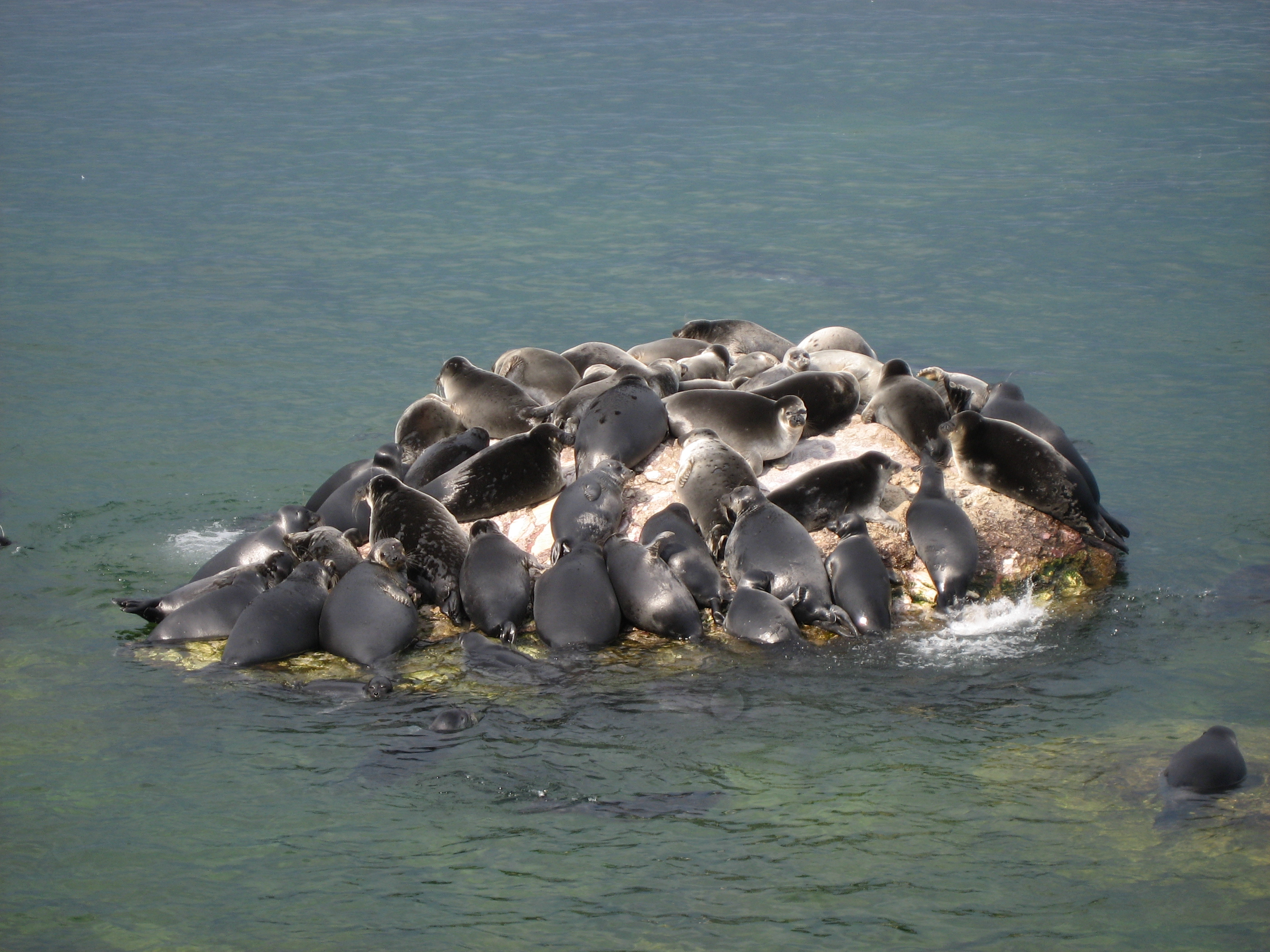
Baikalrobben

Die Baikalrobbe (Pusa sibirica, Syn.: Phoca sibirica, russisch Байка́льская не́рпа, Baikalskaja Nerpa) ist eine endemische Robbe des Baikalsees in Sibirien. Als einzige Robbenart lebt sie ausschließlich im Süßwasser.

## Merkmale
Die Baikalrobbe ist eine kleine Robbenart. Angegeben werden etwa 140 cm Körperlänge und ein Gewicht von 80 bis 90 Kilogramm, Extremwerte liegen zwischen 110 und 165 Zentimeter Länge bzw. zwischen 50 und 130 Kilogramm. Das dichte Fell ist einfarbig dunkel silbergrau auf der Oberseite und hellgrau auf der Unterseite gefärbt; das ungefleckte, nur selten undeutlich gefleckte Fell ist ein wesentliches Merkmal der Art. Die Einzelhaare sind an der Basis schwarz gefärbt mit grauer Spitze, die Tiere wirken deshalb im nassen Zustand dunkel.
Der Körper der Tiere wirkt relativ breit, er ist im Verhältnis kürzer als bei den verwandten Arten. Der im Verhältnis große Kopf trägt ungewöhnlich große Augen, die die Proportionen des Kopfes dominieren. Dies wird als Anpassung an die optische Jagd im sehr klaren Wasser des Sees gedeutet. Die Zahnform mit spitzen, meist dreikronigen Molaren und Prämolaren wird als Anpassung an die Ernährung als Fischfresser interpretiert. Die Zahnformel ist I 3/2, C 1/1, P 2/2, M 3/3 (34 Zähne). Die Tasthaare (Vibrissen) sind prominent und zahlreich (45 bis 55), zusätzlich sitzen 5 große Vibrissen über jedem Auge. Die Vorderextremitäten sind kräftiger als bei den verwandten Arten, mit kräftigen Klauen mit dreieckigem Querschnitt; dies steht vermutlich mit dem Graben von Atemlöchern im Eis in Verbindung.

## Fortpflanzung und Lebenszyklus
Baikalrobben bringen ihre Jungen in selbst gegrabenen Gruben und in Rissen auf dem Eisschild des im Winter zugefrorenen Sees zur Welt. Die Fortpflanzungsgebiete liegen im Nordteil des Sees, der im Gegensatz zu den südlicheren Teilen flach ist (Wassertiefe etwa 2 bis 10 Meter). Die Jungen werden auf dem zu diesem Zeitpunkt noch wachsenden Eisschild etwa von Ende Januar bis Anfang Februar an geboren, mit einem Maximum Mitte März. Die Muttertiere bevorzugen Eis von 30 bis 40 Zentimeter Dicke mit Rissen, die Zugang zum Wasser ermöglichen. Nur sehr selten (weniger als 1 Prozent) werden Junge auf Inseln geboren. Der Anteil der jährlich reproduzierenden Weibchen wird mit 88 Prozent angegeben. Baikalrobben haben, wie ihre Verwandten, zwei Brustwarzen mit Milchdrüsen, können also ein oder zwei Jungtiere aufziehen. Der Anteil von Zwillingsgeburten (zwei Jungtiere) ist bei dieser Art für Robben mit 4 Prozent hoch. Die Jungtiere werden anderthalb bis zwei Monate auf dem Eis gesäugt, ältere Jungtiere werden von der Mutter auch länger allein gelassen, während sie jagt. Während die Muttertiere auf dem Eis territorial sind, schließen sich ältere Jungtiere zu großen Schulen zusammen. Spätestens nach drei Monaten sind die Jungtiere selbstständig.
Die Jungrobben sind bei der Geburt etwa 65 Zentimeter lang und zwischen 1,5 und 4,5 Kilogramm schwer (die niedrigeren Zahlen bei Zwillingsgeburten), sie nehmen sehr rasch an Gewicht zu, etwa ein Kilogramm pro Tag. Die Jungrobben tragen einen dichten weißen Pelz; dies wird als kryptische Färbung auf der Eisoberfläche gedeutet. Der Fellwechsel zum Adultfell erfolgt nach vier bis sechs Wochen. Bis zur Geschlechtsreife benötigen die Weibchen zwischen vier und sechs Jahre, die  Männchen sieben Jahre. Nach gemessenen Zuwachsstreifen in Zähnen und Klauen erreichen nur etwa zehn Prozent der Population ein Lebensalter von mehr als 20 Jahren; das älteste im Freiland gefundene Individuum erreichte ein Lebensalter von 56 Jahren. Die Befruchtung erfolgt im März oder April im freien Wasser.
Männliche Robben und nicht reproduzierende Tiere gehen nicht auf den Eisschild, sondern bleiben im Wasser. Sie legen zum Luftholen Atemlöcher an, die sie eisfrei halten. Einzelne Tiere können ein Hauptloch und bis zu zehn Nebenlöcher anlegen und unterhalten. Adulte Tiere nutzen den gesamten See. Sie schließen sich zum Fellwechsel zur Zeit der Eisschmelze zu größeren Gruppen von bis zu 1.300 Tieren auf dem Resteis zusammen. Die übrige Zeit des Jahres leben und jagen sie einzeln.

## Lebensweise
Die Nahrung der Baikalrobben besteht ausschließlich aus Fischen, unter den 29 bekanntermaßen genutzten Arten vor allem aus Baikal-Ölfischen und Baikalgroppen. Um diese zu erbeuten, tauchen die Robben meist 10 bis 50, im Extremfall bis zu 300 m tief. Die Tauchgänge dauern meist 2 bis 4 Minuten, im Extremfall bis 40 Minuten.

## Parasiten
Die Baikalrobbe ist einer der Wirte für die Seehundlaus Echinophthirius horridus.

## Verbreitung
Die Baikalrobbe ist Endemit des Baikalsees. Nur manchmal wandern Einzeltiere in die zum See hinfließenden Wasserläufe, bleiben aber niemals lange dort. Sehr alte Angaben für den nordöstlich liegenden Oronsee, die vermutlich auf den Naturforscher Georg Wilhelm Steller zurückgehen, sind heute nicht mehr deutbar. Entweder ist die Art dort ausgestorben, oder es liegt eine Fehlangabe vor. Obwohl auch andere Robben im Süßwasser vorkommen (wie manche Unterarten der Ringelrobbe und des Seehunds), ist die Baikalrobbe die einzige Art, die ausschließlich im Süßwasser lebt.

## Gefährdung und Schutz
Die Baikalrobbe soll noch Ende des 19. Jahrhunderts angeblich eine Populationsgröße bis zu einer Million Tiere erreicht haben. Durch exzessive Bejagung sei ihr Bestand in den späten 1980er Jahren auf 46.800 reproduzierende Weibchen (nur diese lassen sich auf dem Eis zählen) abgesunken. Eine Zählung vom Flugzeug und Eisbrecher aus in den Jahren 2005/2006 ergab eine jährliche Produktion von Jungtieren in der Größenordnung von etwa 20.000 Tieren und damit etwas niedriger als früher angenommen. Die Genauigkeit dieser Populationsschätzungen ist von der jeweiligen Untersuchungsintensität und Zählmethode abhängig; sie gelten jedoch im Allgemeinen als relativ unsicher. Frühere Schätzungen beliefen sich auf etwa 35.000 bis 40.000 Tiere für das Jahr 1967 sowie 68.000 bis 70.000 für 1978. Der Bestand wurde 2008 von der Weltnaturschutzunion  IUCN auf etwa 80.000 bis 100.000 Tiere, dabei zwar als fluktuierend, aber langfristig stabil eingeschätzt. Die IUCN führt die Baikalrobbe in der Roten Liste gefährdeter Arten deshalb als nicht gefährdet (Least Concern).
Wichtigster Prädator von Jungrobben sind Adlerarten, insbesondere Seeadler (Haliaeetus albicilla). 2005/2006 wurden 2.200 Adler im Umkreis der Jungrobbenkolonien gezählt, die überschlägig möglicherweise zehn Prozent der Jungrobben erbeuten können. Der Wolf als weiterer Beutegreifer ist vermutlich weniger bedeutsam. Die Baikalrobbe ist anfällig für die Staupe, eine Viruserkrankung, die von infizierten Hunden auf den Bestand übertragen wird. 1987/1988 wurden zwischen 5.000 und 10.000 Baikalrobben von dem Erreger getötet.
Baikalrobben sind bekanntermaßen als Spitzenprädatoren in hohem Maße durch Umweltgifte wie Polychlorierte Biphenyle (PCB) oder Dichlordiphenyltrichlorethan (DDT) belastet, dadurch werden chronische Gesundheitsschäden wie eine Schädigung des Immunsystems angenommen. In jüngerer Zeit wird eine Bedrohung der Art durch veränderte Eisdynamik im Zuge des Klimawandels befürchtet. Allerdings hat die Art es auch vermocht, frühere Wärmeperioden zu überstehen.
Die Baikalrobbe wird bis heute bejagt. Die offizielle Jagdquote 2004 bis 2006 betrug etwa 2.000 Tiere, weitere Verluste durch Wilderei oder Beifang der Fischerei in der Größenordnung von 1.500 bis 4.000 Tieren werden angenommen. Es werden demnach weitaus weniger Tiere gejagt als Ende der 1970er (etwa 10.000) oder der 1980er Jahre (etwa 4.000 bis 8.000).
Seit Anfang November 2017 sind im Gebiet Irkutsk im Süden des Baikalsees sowie in der benachbarten Republik Burjatien am Ostufer über 140 tote Baikalrobben angeschwemmt worden. Um dem Phänomen auf den Grund zu gehen, gründeten mehrere Behörden eine gemeinsame Kommission. Bisher hätten Laboruntersuchungen keine Klarheit über die Gründe gebracht. Bekannt sei nur, dass Krankheitserreger wie etwa Viren nicht gefunden worden seien. Laut ersten Analysen starben die Robben durch Herzstillstand. Auffällig war, dass der Magen-Darm-Trakt vieler untersuchter Exemplare leer war.

## Evolution, Systematik, Taxonomie
Der Status der Gattung Pusa wird nach wie vor kontrovers gesehen, entweder als eigenständige Gattung oder nur als Untergattung von Phoca. Dementsprechend wird die Art auch von zahlreichen modernen Autoren Phoca sibirica genannt.
Seit der Entdeckung der Baikalrobbe ist es rätselhaft, wie diese Art den Baikalsee kolonisiert haben kann. Die Entfernung vom Baikalsee zum Weltmeer (Laptewsee) beträgt in Luftlinie etwa 2.000 Kilometer, über die Flüsse Angara und Jenissei sogar 3.800 Kilometer. Der Baikalsee ist der älteste See der Erde, die Region wurde direkt seit dem Jura nicht mehr vom Meer erreicht. Auch das heute ähnlich isolierte Kaspische Meer ist Heimat einer nahe verwandten endemischen Robbenart, der Kaspischen Robbe. Nach der ersten Hypothese sind diese Robben des Binnenlands Reliktarten eines heute verschwundenen früheren Randmeeres, der Paratethys – sie könnten demnach miozänes Alter besitzen. Die andere Hypothese nimmt eine wesentlich spätere Neukolonisierung von Norden her während des mittleren Pleistozän an, als im Eiszeitalter in Sibirien riesige flache Seenplatten existierten, die durch Eisdämme gestaut waren.
Molekulare Stammbäume (anhand des Vergleichs homologer DNA-Sequenzen) der Baikalrobbe, Kaspischen Robbe und verwandter Arten der Phocidae wie Ringelrobbe (Pusa hispida) und Kegelrobbe (Halichoerus grypus) erbrachten lange keine eindeutigen Resultate. Nach ersten Resultaten erschien sogar die Monophylie der Gattung Pusa eher zweifelhaft. Nach neueren Erkenntnissen sind diese Resultate vermutlich auf die enge Verwandtschaft und die noch unvollkommene genetische Aufspaltung („lineage sorting“) der Arten zurückzuführen, wie sich zeigte, nachdem mehrere Individuen jeder Art in die Analyse einbezogen wurden. Die wahrscheinlichste Hypothese ist demnach eine Abkunft der Arten des Binnenlands von der arktischen Ringelrobbe erst während der Eiszeit. Das Alter der Art wäre demnach nur etwa 400.000 Jahre. Die fossil nachgewiesenen Robbenarten der Paratethys wie Desmatophoca claytoni wären demnach ausgestorben, ohne Nachfahren zu hinterlassen.

## Sonstiges
Als letzter Zoo in Europa hielt der Zoo Leipzig bis 2013 eine weibliche Baikalrobbe. Weitere Haltungen sind zurzeit nur aus Russland und aus Japan bekannt. In Japan ist die Haltung der Baikalrobben recht verbreitet. Im April 2006 gelang im Niigata-Aquarium die weltweit erste erfolgreiche Nachzucht einer Baikalrobbe.